# رافائل قازاریان
رافائل آوتیسی قازاریان (ارمنی: Ռաֆայել Ավետիսի Ղազարյան؛ زاده ۲۶ ژانویه ۱۹۲۴ - درگذشته ۳ نوامبر ۲۰۰۷) یک رادیو-فیزیک‌دان، استاد دانشگاه و کنشگر اجتماعی اهل ارمنستان بود. وی عضو کمیته قره‌باغ بود
وی کهنه‌سرباز جنگ جهانی دوم بود. وی آثار بسیاری دربارهٔ رادیوفیزیک، روش‌های فضای لیزر و نوسان نور نگاشته‌است. قازاریان عضو فرهنگستان ملی علوم ارمنستان بود. بنیانگذار روش‌های لیزر در دانشگاه دولتی ایروان و دانشگاه پلی‌تکنیک ارمنستان بود.
در سال ۱۹۸۸ به همراه دیگر اعضای کمیته قره‌باغ توسط مقامات شوروی دستگیر شد. در سال ۱۹۸۹ قازاریان معاون رئیس شورای عالی (پارلمان) جمهوری سوسیالیستی ارمنستان شوروی شد.